# Meia-vida biológica
A meia-vida biológica ou semivida biológica é o tempo necessário para que metade de uma substância seja removida do organismo por um processo químico ou físico. A meia-vida biológica é um parâmetro farmacocinético muito importante e é geralmente denotada pela abreviação t1/2.
Medicamentos biológicos como anticorpos e moléculas complexas têm, em geral, meias-vidas mais longas que medicamentos sintéticos e semissintéticos. Medicamentos oncológicos, mesmo com meias-vidas curtas, podem ter efeitos a longo prazo, a despeito de terem sua ação logo após a infusão dos medicamentos.